# Prix littéraire de la Fondation Konrad Adenauer
Le Prix littéraire de la Fondation Konrad Adenauer a été créé en 1993 par  Bernhard Vogel qui était alors représentant de la Fondation  Konrad Adenauer.
Ce prix littéraire récompense chaque année un auteur dont "les œuvres sont éloquentes sur le plan socio-politique tout en étant de qualité sur le plan esthétique et littéraire“.  Elles doivent, selon les critères d'attribution, être "des points de repère en période d'évolution des valeurs". Les auteurs distingués sont des auteurs qui "expriment la liberté“.
La récompense est de 15.000 euros ; elle est attribuée à Weimar. La porte-parole du jury est actuellement Birgit Lermen, femme de lettres à Cologne.

## Lauréats
- 1993 Sarah Kirsch
- 1994 Walter Kempowski
- 1995 Hilde Domin
- 1996 Günter de Bruyn
- 1997 Thomas Hürlimann
- 1998 Hartmut Lange
- 1999 Burkhard Spinnen
- 2000 Louis Begley
- 2001 Norbert Gstrein
- 2002 Adam Zagajewski
- 2003 Patrick Roth
- 2004 Herta Müller
- 2005 Wulf Kirsten
- 2006 Daniel Kehlmann
- 2007 Petra Morsbach
- 2008 Ralf Rothmann
- 2009 Uwe Tellkamp
- 2010 Cees Nooteboom
- 2011 Arno Geiger
- 2012 Tuvia Rübner
- 2013 Martin Mosebach
- 2014 Rüdiger Safranski
- 2015 Marica Bodrožić
- 2016 Michael Kleeberg
- 2017 Michael Köhlmeier
- 2018 Mathias Énard

- 2019 Husch Josten
- 2020 Hans Pleschinski
- 2021 non décerné à cause de la pandémie de Covid
- 2022 Barbara Honigmann[1]
- 2023 Lutz Seiler[2]